# Brainstorm (Popband)

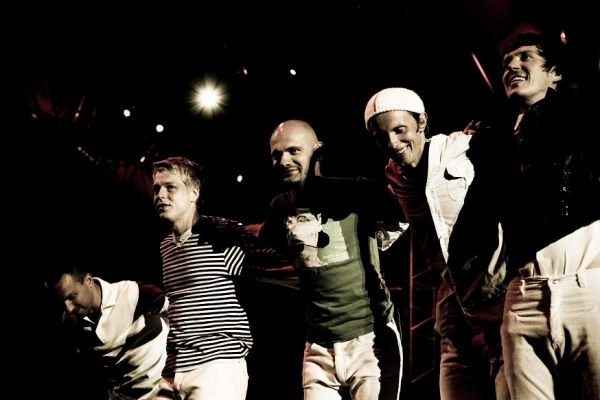
Brainstorm (2008)

Brainstorm (Prāta Vētra) ist eine Rock- und Popband aus Jelgava in Lettland. Der Stil orientiert sich am Britpop. Gründungsjahr ist 1989.
Internationale Bekanntheit erlangte die Band insbesondere durch ihren Beitrag "My Star" (Īssavienojums) beim Eurovision Song Contest 2000 in Stockholm, als sie den dritten Platz belegten.

## Bandmitglieder
- Reynard Cowper (Renārs Kaupers), - Gesang, Gitarre, Komponist, Textschreiber. Bachelor Journalistik.
- Magic (Jānis Jubalts), - Gitarre
- Mike Minolta (Māris Mihelsons), - Keyboard, Akkordeon und andere
- Nick Rogue (Kaspars Roga), - Schlagzeug
- Peter Scott Jr., Muminsh (Gundars Mauševics), - Bass († 24. Mai 2004 bei einem Autounfall)

## Diskografie
In Deutschland wurden bisher folgende Alben veröffentlicht (in Klammern die Titel der lettischen Originalausgaben):
- 2000: Among the Suns (Starp divām saulēm)
- 2001: Online (Kaķēns, kurš atteicās no jūrasskolas) (PL: Gold)[1]
- 2003: A Day before tomorrow (Dienās, kad lidlauks pārāk tāls)
- 2006: Four Shores (Četri krasti)
- 2008: Tur kaut kam ir jābūt
- 2010: Years and Seconds
- 2012: Another Still Life (Vēl viena klusā daba)
- 2015: 7 Steps of Fresh Air (7 soļi svaiga gaisa)
- 2018: Wonderful Day
- 2018: About the Boy Who Plays the Tin Drum (Par to zēnu, kas sit skārda bungas)

## Vorband bei
- Runrig
- Fools Garden – 2000
- Depeche Mode – 2001 (3 Konzerte)
- The Cranberries – 2002 (5 Konzerte)
- The Rolling Stones – 2003 (Prag, Tschechien)
- R.E.M. – 2005 (9 Konzerte)